# Werner Kudlich
Werner Kudlich (19. listopadu 1903 Opava – 13. dubna 1945 Kulmbach) byl sudetský Němec, ředitel Říšského župního muzea v Opavě, nacistický kulturní válečný zločinec.

## Život

### Mládí a studia
Werner Kudlich byl syn právníka Walthera Kudlicha (1857–1930), starosty Opavy v letech 1908 až 1919, a jeho manželky Sofie, dcery notáře.
Navštěvoval střední školu v Opavě a poté studoval dějiny umění, němčinu a filozofii na univerzitách v Mnichově a Německé univerzitě v Praze, kde v roce 1928 získal doktorát na téma Die Brunnengruppe des Louvre und ihr Meister Grünwald–Praschniker.

### Ředitel muzea
Po studiích nastoupil do Slezského zemského muzea a staral se o archeologické, historické a umělecké sbírky. Poté, co Edmund Wilhelm Braun odešel v roce 1935 do důchodu, se Kudlich stal vědeckým ředitelem ústavu a psal články do Všeobecného lexikonu výtvarných umělců od antiky po současnost. Po obsazení oblasti nacisty v roce 1938 zůstal ředitelem muzea, které bylo přejmenováno na „Reichsgaumuseum“ (Říšské župní muzeum).

### Podíl na nacistických krádežích uměleckých děl
V roce 1939 se stal zvláštním zástupcem pro ochranu umění a kulturních statků a v roce 1942 čestným komisařem pro umělecké záležitosti. Jako takový se účastnil speciálního komanda SS vedeného Kajetanem Mühlmannem, které mělo na svědomí drancování uměleckých sbírek v západních oblastech Polska, zejména v Krakově a části Sovětského svazu. Ukradená umělecká díla byla převezena na říšské území. V Krakově se Kudlich podílel na zajištění a katalogizaci ukradených uměleckých děl, mezi kterým byl např. obraz Leonarda da Vinci Dáma s hranostajem a stovky dalších. Podle Josefa Gebauera byl později pro svou spoluúčast klasifikován jako nacistický válečný zločinec. Do hlavní kanceláře SS přišel v dubnu 1944 v poddůstojnické hodnosti Unterscharführer z Estonské dobrovolnické divize, kde byl redaktorem časopisu „Das Bild“.

### Smrt
Zahynul v závěru druhé světové války, když americká armáda dobyla město Kulmbach. Je pohřben na městském hřbitově v Opavě.

### Rodinný život a sourozenci
Byl ženatý a žil se svou ženou Gretl (rozenou Greta Fuchs) v domě svého otce v Opavě. Manželé Kudlichovi měli několik dětí, z nichž známější byl Jörg Kudlich (1936–2009), bavorský politik CSU, v letech 1982–1987 spolkový předseda Sudetoněmeckého landsmanšaftu.
Jeho starší bratr Reinhart Kudlich (1902–1943) byl členem Sudetoněmecké strany (SdP), od 1. listopadu 1938 NSDAP (členské číslo 6 825 517) a později i Waffen-SS a v letech 1938 až 1943 starosta Opavy.

## Příklady děl ukradených v Krakově
Literatura uvádí, že jen z Muzea Czatoryských v Krakově bylo v době působení Wernera Kudlicha odcizeno 843 uměleckých předmětů, další z Národního muzea v Krakově, katedrální klenotnice, klenotnice na Wawelu a z dalších sbírek.

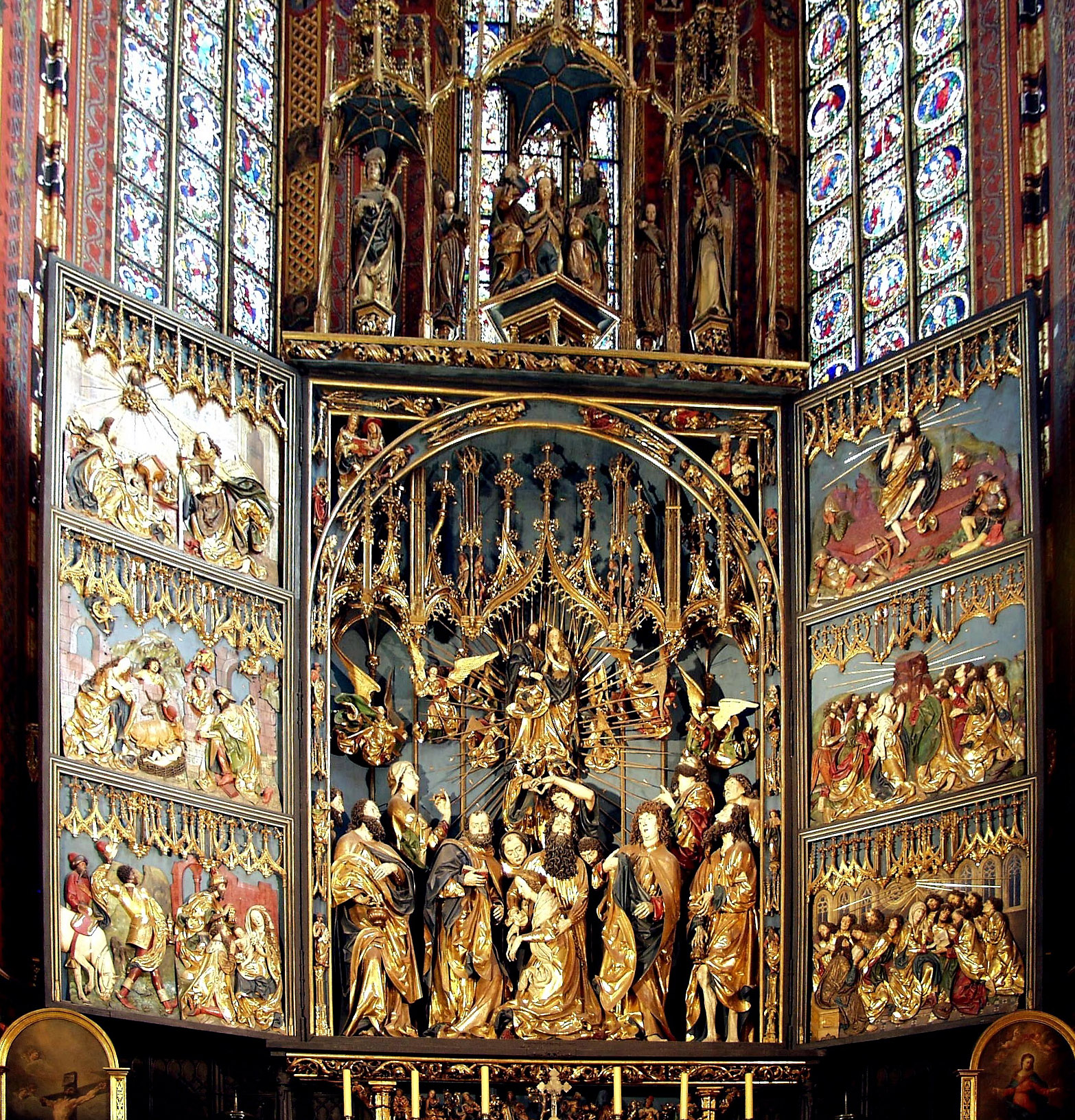
Wit Stwosz (1477-1489): Oltář v kostele Panny Marie, vrácen 1946, reinstalace dokončena 1957
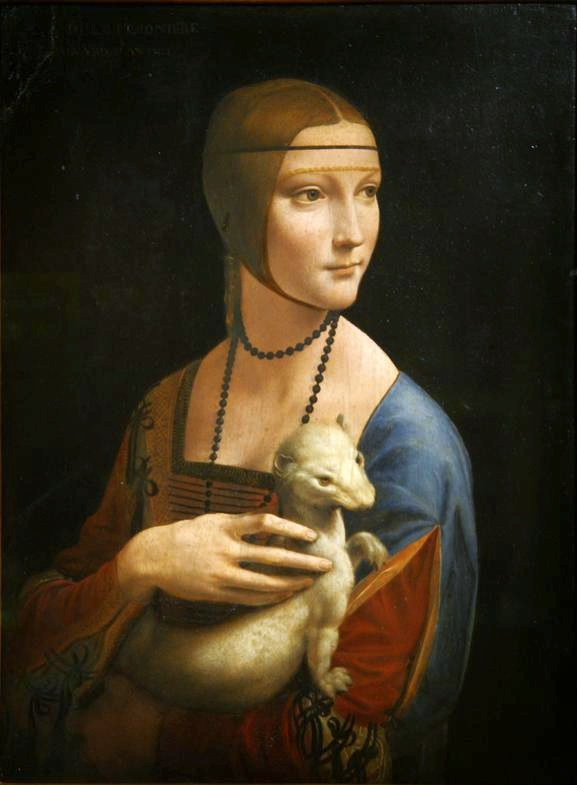
Leonardo da Vinci: Dáma s hranostajem, vrácen 1946
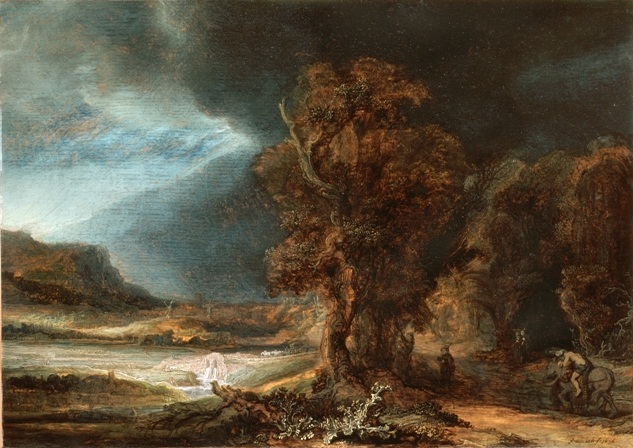
Rembrandt: Krajina se Samaritánem (Hrozící bouře), 1638, vrácen po druhé světové válce
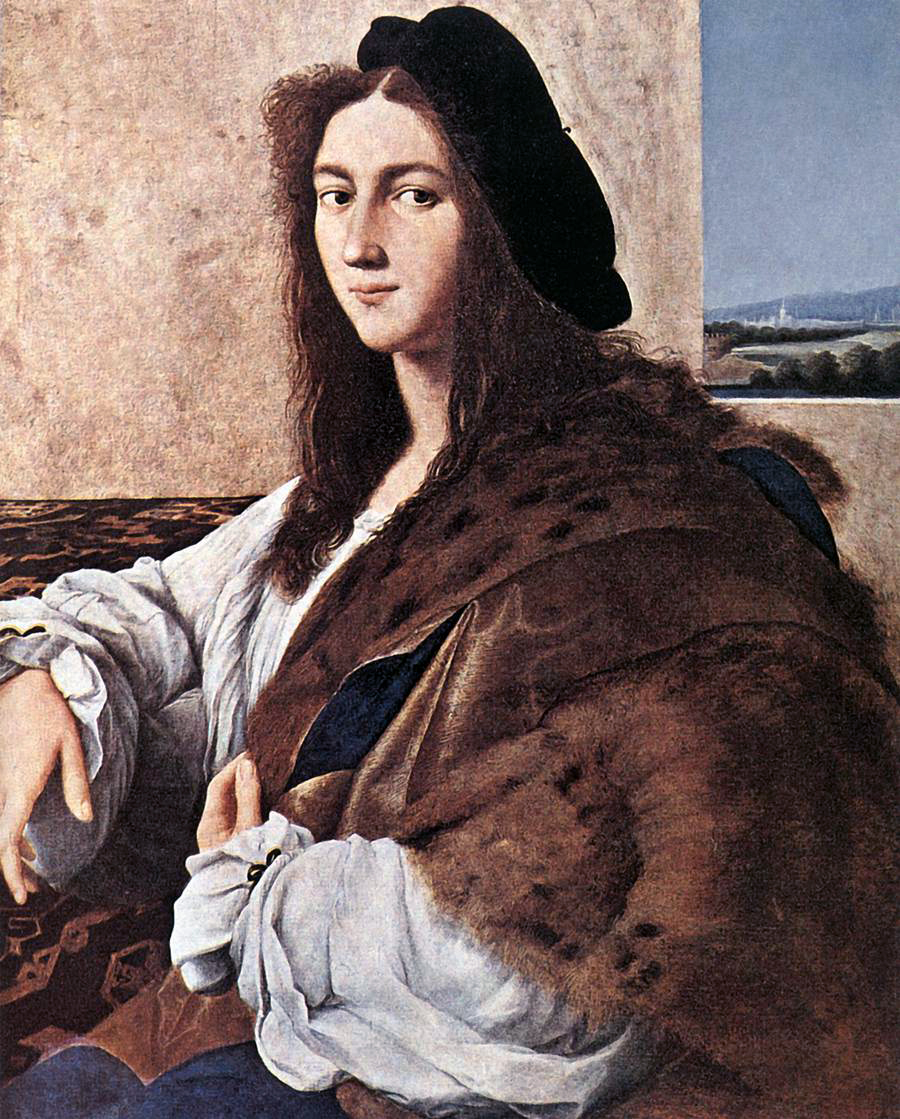
Raffael Santi: Portrét mladého muže, 1514, ztracen za druhé světové války